# Aeroppia nasalis
Aeroppia nasalis är en kvalsterart som beskrevs av Sandór Mahunka 1984. Aeroppia nasalis ingår i släktet Aeroppia och familjen Oppiidae. Inga underarter finns listade i Catalogue of Life.